# Quatre de couple féminin aux Jeux olympiques d'été de 2024
Cet article traite de l'épreuve féminine. Pour la compétition masculine, voir Quatre de couple masculin aux Jeux olympiques d'été de 2024.
Navigation
Tokyo 2020 Los Angeles 2028
L'épreuve féminine de quatre de couple des Jeux olympiques d'été de 2024 de Paris a lieu au stade nautique olympique de Vaires-sur-Marne du 27 au 31 juillet 2024.

## Médaillées
| Or                                                                                | Argent                                                                     | Bronze                                                                   |
| Grande-Bretagne - Lauren Henry - Hannah Scott - Lola Anderson - Georgina Brayshaw | Pays-Bas - Laila Youssifou - Bente Paulis - Roos de Jong - Tessa Dullemans | Allemagne - Maren Völz - Tabea Schendekehl - Leonie Menzel - Pia Greiten |

## Programme
| Date                | Heure   | Tour      |
| ------------------- | ------- | --------- |
| Samedi 27 juillet   | 09 h 00 | Séries    |
| Lundi 29 juillet    | 09 h 30 | Repêchage |
| Mercredi 31 juillet | 09 h 30 | Finale    |

## Résultats détaillés

### Séries
Les deux premiers de chaque série sont qualifiés pour la finale A (FA), les autres vont en repêchage (R).
| Rang | Couloir | Rameurs                                                                         | Pays      | Temps         | Notes |
| ---- | ------- | ------------------------------------------------------------------------------- | --------- | ------------- | ----- |
| 1    | 1       | Laila Youssifou Bente Paulis Roos de Jong Tessa Dullemans                       | Pays-Bas  | 6 min 17 s 12 | Q     |
| 2    | 5       | Yevheniya Dovhodko Kateryna Dudchenko Daryna Verkhohliad Anastasiya Kozhenkova  | Ukraine   | 6 min 20 s 09 | Q     |
| 3    | 2       | Chen Yunxia Zhang Ling Lü Yang Cui Xiaotong                                     | Chine     | 6 min 22 s 29 | R     |
| 4    | 3       | Ioana Madalina Morosan Emanuela Ioana Ciotau Alexandra Ungureanu Patricia Cires | Roumanie  | 6 min 24 s 74 | R     |
| 5    | 4       | Ria Thompson Rowena Meredith Laura Gourley Caitlin Cronin                       | Australie | 6 min 25 s 88 | R     |

| Rang | Couloir | Rameurs                                                     | Pays            | Temps         | Notes |
| ---- | ------- | ----------------------------------------------------------- | --------------- | ------------- | ----- |
| 1    | 4       | Lauren Henry Hannah Scott Lola Anderson Georgina Brayshaw   | Grande-Bretagne | 6 min 13 s 35 | Q     |
| 2    | 3       | Maren Völz Tabea Schendekehl Leonie Menzel Pia Greiten      | Allemagne       | 6 min 15 s 28 | Q     |
| 3    | 2       | Fabienne Schweizer Celia Dupre Pascale Walker Lisa Lötscher | Suisse          | 6 min 16 s 91 | R     |
| 4    | 1       | Grace Joyce Emily Delleman Teal Cohen Lauren O'Connor       | États-Unis      | 6 min 27 s 35 | R     |

### Repêchage
Les deux premières embarcations du repêchage se qualifient pour la finale A (FA), les autres vont en finale B (FB).
| Rang | Couloir | Rameurs                                                                         | Pays       | Temps         | Notes |
| ---- | ------- | ------------------------------------------------------------------------------- | ---------- | ------------- | ----- |
| 1    | 3       | Fabienne Schweizer Celia Dupre Pascale Walker Lisa Lötscher                     | Suisse     | 6 min 26 s 82 | FA    |
| 2    | 2       | Chen Yunxia Zhang Ling Lü Yang Cui Xiaotong                                     | Chine      | 6 min 28 s 72 | FA    |
| 3    | 5       | Ria Thompson Rowena Meredith Laura Gourley Caitlin Cronin                       | Australie  | 6 min 32 s 65 | FB    |
| 4    | 4       | Ioana Madalina Morosan Emanuela Ioana Ciotau Alexandra Ungureanu Patricia Cires | Roumanie   | 6 min 33 s 84 | FB    |
| 5    | 1       | Grace Joyce Emily Delleman Teal Cohen Lauren O'Connor                           | États-Unis | 6 min 34 s 04 | FB    |

### Finales
| Rang                                | Couloir | Rameur                                                                         | Pays            | Temps         | Notes |
| ----------------------------------- | ------- | ------------------------------------------------------------------------------ | --------------- | ------------- | ----- |
| Médaille d'or, Jeux olympiques      | 4       | Lauren Henry Hannah Scott Lola Anderson Georgina Brayshaw                      | Grande-Bretagne | 6 min 16 s 31 |       |
| Médaille d'argent, Jeux olympiques  | 3       | Laila Youssifou Bente Paulis Roos de Jong Tessa Dullemans                      | Pays-Bas        | 6 min 16 s 46 |       |
| Médaille de bronze, Jeux olympiques | 5       | Maren Völz Tabea Schendekehl Leonie Menzel Pia Greiten                         | Allemagne       | 6 min 19 s 70 |       |
| 4                                   | 6       | Fabienne Schweizer Celia Dupre Pascale Walker Lisa Lötscher                    | Suisse          | 6 min 20 s 12 |       |
| 5                                   | 2       | Yevheniya Dovhodko Kateryna Dudchenko Daryna Verkhohliad Anastasiya Kozhenkova | Ukraine         | 6 min 23 s 05 |       |
| 6                                   | 1       | Chen Yunxia Zhang Ling Lü Yang Cui Xiaotong                                    | Chine           | 6 min 27 s 08 |       |

| Rang | Couloir | Rameur                                                                          | Pays       | Temps         | Notes |
| ---- | ------- | ------------------------------------------------------------------------------- | ---------- | ------------- | ----- |
| 7    | 1       | Ioana Madalina Morosan Emanuela Ioana Ciotau Alexandra Ungureanu Patricia Cires | Roumanie   | 6 min 29 s 04 |       |
| 8    | 2       | Ria Thompson Rowena Meredith Laura Gourley Caitlin Cronin                       | Australie  | 6 min 30 s 85 |       |
| 9    | 3       | Grace Joyce Emily Delleman Teal Cohen Lauren O'Connor                           | États-Unis | 6 min 31 s 71 |       |